# حبيب الله الكلبايكاني
حبيب الله الكلبايكاني كان عالم دين شيعي إيراني. ولد في مدينة كلبايكان.

## كراماته
يروي بعض الشيعة أن الكلبايكاني ذو كرامات منها شفائه للمرضى، فيقول المرجع الوحيد الخراساني:
قال: مرضت في مشهد الإمام الرضا  ونقلوني إلى المستشفى، وبعد يوم من معالجتي واشتداد مرضي، تغيرت حالتي فأدرت وجهي إلى قبة الإمام الرضا  وقلت له: سيدي كنت لمدة أربعين سنة أول شخص يدخل حرمك الشريف ويزورك ! (وقد صدق قدس سره فقد رأيته يوم كنا في مدرسة في مشهد اسمها مدرسة الحاج حسن، وكان  مسؤولاًً عن الطلبة وله غرفة في المدرسة، رأيته في شتاء خراسان القارس يذهب قبل الفجر تحت هطول الثلج، ويفرش سجادته في الإيوان خلف باب حرم الإمام الرضا  ويصلي صلاة الليل، حتى يفتحوا الباب قرب الفجر، فيكون أول داخل إلى الحرم الشريف).
قال  :قلت للإمام كنت في خدمتك هكذا أربعين سنة فهل تتركني الآن؟!